# Seven Mile (Ohio)
Pour les articles homonymes, voir Seven Mile.
Seven Mile est un village américain situé dans le comté de Butler, dans l'Ohio. Selon le recensement de 2010, sa population est de 751 habitants.